# Delphinium
Delphinium és un gènere de plantes amb flors de la família Ranunculaceae. Les seves espècies acostumen a rebre el nom comú d′esperó en català. Compta amb unes 300 espècies de plantes perennes. Són originàries de l'hemisferi nord i també de l'alta muntanya tropical d'Àfrica. Les fulles les tenen profundament lobulades en forma de palma. La tija florífera és erecta i molt variable segons les espècies de 10 cm fins a 2 m. Les flors tenen 5 pètals que semblen sèpals, són en raïm de colors porpra, blau, vermell groc o blanc, formen un esperó al final. Les pol·linitzen lepidòpters o borinots, la majoria són plantes tòxiques, ja que entre altres contenen l'alcaloide delfinina.
Als Països Catalans s'hi han citat les següents espècies:
- Esperó de Bolòs, Delphinium bolosii,[5] espècie en perill d'extinció[6]
- Esperó baleàric,  Delphinium pictum[5]
- Esperó de cavaller, Delphinium peregrinum[5]
- Esperó muntanyenc o pirinenc, Delphinium montanum, espècie vulnerable[6][5]
- Esperó oriental o Delphinium orientale, ssp orientale var. hispanicum[5]
- Estafisàgria, Delphinium staphisagria[5]
- Pelicans, Delphinium pubescens[7]
- Delphinium elatum[8]
- Delphinium fissum[8]
- Delphinium ajacis[8]

## Altres espècies
- Delphinium alabamicum : Alabama
- Delphinium alpestre : Colorado
- Delphinium altissimum
- Delphinium andersonii :
- Delphinium andesicola :
- Delphinia antoninum :
- Delphinium bakeri: Califòrnia
- Delphinium barbeyi :
- Delphinium basalticum :
- Delphinium bicolor :
- Delphinium brachycentrum :
- Delphinium brownii
- Delphinium brunonianum
- Delphinium bulleyanum
- Delphinium caeruleum
- Delphinium californicum : Califòrnia
- Delphinium cardinale
- Delphinium carolinianum : Carolina
- Delphinium cashmerianum
- Delphinium chamissonis :
- Delphinium cheilanthum
- Delphinium consolida
- Delphinium corymbosum
- Delphinium decorum :
- Delphinium delavayi
- Delphinium denudatum
- Delphinium depauperatum :
- Delphinium dictyocarpum
- Delphinium distichum :
- Delphinium dubium: Alps de França i Itàlia
- Delphinium duhmbergii
- Delphinium elatum
- Delphinium exaltatum :
- Delphinium fissum
- Delphinium formosum
- Delphinium geraniifolium :
- Delphinium geyeri :
- Delphinium glareosum :
- Delphinium glaucescens :
- Delphinium glaucum :
- Delphinium gracilentum :
- Delphinium grandiflorum : Sibèria
- Delphinium gypsophilum :
- Delphinium hansenii :
- Delphinium hesperium :
- Delphinium hutchinsoniae :
- Delphinium hybridum
- Delphinium inopinum :
- Delphinium leroyi
- Delphinium leucophaeum
- Delphinium likiangense
- Delphinium linarioides
- Delphinium lineapetalum :
- Delphinium luteum :
- Delphinium maackianum
- Delphinium macrocentron
- Delphinium madrense :
- Delphinium menziesii :
- Delphinium multiplex :
- Delphinium muscosum
- Delphinium nelsonii
- Delphinium newtonianum :
- Delphinium novomexicanum :
- Delphinium nudicaule :
- Delphinium nuttallianum :
- Delphinium nuttallii :
- Delphinium occidentale:
- Delphinium oxysepalum: Carpats
- Delphinium parishii : Desert
- Delphinium parryi : San Bernardino
- Delphinium patens :
- Delphinium polycladon :
- Delphinium przewalskii
- Delphinium purpusii :
- Delphinium pylzowii
- Delphinium ramosum :
- Delphinium recurvatum :
- Delphinium requienii
- Delphinium robustum :
- Delphinium roylei
- Delphinium sapellonis :
- Delphinium scaposum :
- Delphinium scopulorum :
- Delphinium semibarbatum
- Delphinium speciosum
- Delphinium stachydeum :
- Delphinium sutchuense
- Delphinium sutherlandii :
- Delphinium tatsienense
- Delphinium treleasei :
- Delphinium tricorne :
- Delphinium triste
- Delphinium trolliifolium :
- Delphinium uliginosum :
- Delphinium umbraculorum :
- Delphinium variegatum :
- Delphinium verdunense
- Delphinium vestitum
- Delphinium villosum
- Delphinium virescens
- Delphinium viridescens :
- Delphinium viride
- Delphinium wootonii :
- Delphinium xantholeucum :
- Delphinium yunnanense
- Delphinium zalil :